# Immobiliària Colonial
Colonial és una companyia patrimonialista amb seu a Madrid. Compta amb una cartera d'actius de més d'un milió de metres quadrats d'oficines de lloguer repartits entre edificis de Barcelona, Madrid i París. El patrimoni de l'empresa és d'uns 5.500 milions d'euros. L'abril de 2018 va aprovar una fusió amb l'empresa Axiare, que suposarà la creació d'un nou gegant immobiliari.

## Història
Colonial es va constituir el desembre de 1946 pel Banc Hispano Colonial amb l'objectiu de gestionar l'important patrimoni en terrenys de l'entitat, com també els actius immobiliaris aportats per altres entitats financeres i particulars. La companyia es va anar consolidant durant els anys 80 al sector immobiliari espanyol i va ser l'any 1991 quan es va produir un dels moments claus en la història de l'empresa. La Caixa va prendre una participació majoritària i Colonial va iniciar un nou rumb centrant la seva estratègia en el negoci de lloguer d'oficines en les zones ‘prime’ de Barcelona i Madrid.
La companyia també es va iniciar en el negoci del sòl i de promoció residencial i el 1999 va arribar una nova fita amb la sortida a borsa de Colonial. La internacionalització de Colonial va començar el 2004 a través de l'adquisició de Société Foncière Lyonnaise (SFL), firma consolidada en el lloguer d'oficines de categoria als principals districtes de negocis de París. Més endavant, el portfolio a la capital gal·la es va ampliar gràcies a un acord estratègic amb Realia que va prendre forma en la compra del 30% de SIIC de París.
A partir del 2008, la crisi immobiliària i financera d'Espanya va derivar en graus tensions financeres per a Colonial, que va apostar per aïllar el negoci del sòl a la filial Asentia. En l'actualitat, Colonial es troba en un procés de reestructuració del seu deute.

## Accionistes
| Accionista             | Participació | Societat                                                       | Participació |
| ---------------------- | ------------ | -------------------------------------------------------------- | ------------ |
| Royal Bank of Scotland | 19,992%      | Royal Bank of Scotland N.V.                                    | 19,992%      |
| Commerzbank            | 19,984%      | Eurohypo AG, Sucursal a Espanya                                | 19,977%      |
| Commerzbank            | 19,984%      | -                                                              | 0,007%       |
| Crédit Agricole        | 19,683%      | Crédit Agricole Corporate & Investment Bank, Paris Head Office | 19,683%      |
| Coral Partners         | 14,734%      | -                                                              | -            |
| la Caixa               | 5,788%       | -                                                              | -            |
| Goldman Sachs          | 4,944%       | Kreta Immobilien GMBH                                          | 4,908%       |
| Goldman Sachs          | 4,944%       | Goldman Sachs International                                    | 0,036%       |
| Banco Popular          | 4,599%       | -                                                              | -            |

## Equip directiu
- Joan Josep Bruguera i Clavero (president)
- Pere Viñolas (conseller delegat)
- Carmina Ganyet (directora general corporativa)
- Juan Ceñal (adjunt al conseller delegat)
- Alberto Alcober (director de negoci)
- Miquel Llugany (responsable d'Asentia Project)
- Àngels Arderiu (directora operativa-financera)
- Carlos Krohmer (director de desenvolupament corporatiu i control de gestió)
- José Martínez Flor (director de recursos humans, tributs i serveis generals)